# Menophra costistrigata
Menophra costistrigata är en fjärilsart som beskrevs av W. Warren 1896. Menophra costistrigata ingår i släktet Menophra och familjen mätare. Inga underarter finns listade i Catalogue of Life.